# IBU Cup 2024-2025
Ne doit pas être confondu avec Coupe du monde de biathlon 2024-2025.
Navigation
Édition précédente Édition suivante
L'IBU Cup 2024/2025 est la dix-septième édition de l'IBU Cup de biathlon. Elle se déroule entre le 28 novembre 2024 et le 15 mars 2025. La compétition comprend 8 étapes. La saison est ponctuée en janvier par les championnats d'Europe 2025 à Martell-Val Martello, qui font partie intégrante de l'IBU Cup.
Camille Bened remporte le gros globe de cristal du classement général féminin et deux petits globes (poursuite et mass-start). Chez les hommes, Isak Frey remporte le gros globe de cristal du classement général et trois petits globes (indivuduel, sprint et poursuite).

## Programme
| Étape | Lieu                 | Date début       | Date fin          |
| ----- | -------------------- | ---------------- | ----------------- |
| 1     | Idre Fjäll           | 28 novembre 2024 | 1er décembre 2024 |
| 2     | Geilo                | 4 décembre 2024  | 7 décembre 2024   |
| 3     | Obertilliach         | 13 décembre 2024 | 16 décembre 2024  |
| 4     | Arber                | 9 janvier 2025   | 12 janvier 2025   |
| 5     | Brezno-Osrblie       | 15 janvier 2025  | 17 janvier 2025   |
| ChE   | Martell-Val Martello | 29 janvier 2025  | 2 février 2025    |
| 6     | Ridnaun-Val Ridanna  | 5 février 2025   | 8 février 2025    |
| 7     | Otepää               | 6 mars 2025      | 9 mars 2025       |
| 8     | Otepää               | 12 mars 2025     | 15 mars 2025      |

| \| Idre Geilo Obertilliach Arber Osrblie Martell-Val Martello Ridnaun-Val Ridanna Otepää \| Les sites des compétitions en Europe |
| Idre Geilo Obertilliach Arber Osrblie Martell-Val Martello Ridnaun-Val Ridanna Otepää                                            |

## Attribution des points
| Place  | 1  | 2  | 3  | 4  | 5  | 6  | 7  | 8  | 9  | 10 | 11 | 12 | 13 | 14 | 15 | 16 | 17 | 18 | 19 | 20 | 21 | 22 | 23 | 24 | 25 | 26 | 27 | 28 | 29 | 30 | 31 | 32 | 33 | 34 | 35 | 36 | 37 | 38 | 39 | 40 |
| ------ | -- | -- | -- | -- | -- | -- | -- | -- | -- | -- | -- | -- | -- | -- | -- | -- | -- | -- | -- | -- | -- | -- | -- | -- | -- | -- | -- | -- | -- | -- | -- | -- | -- | -- | -- | -- | -- | -- | -- | -- |
| Points | 90 | 75 | 60 | 50 | 45 | 40 | 36 | 34 | 32 | 31 | 30 | 29 | 28 | 27 | 26 | 25 | 24 | 23 | 22 | 21 | 20 | 19 | 18 | 17 | 16 | 15 | 14 | 13 | 12 | 11 | 10 | 9  | 8  | 7  | 6  | 5  | 4  | 3  | 2  | 1  |

## Classements

### Classements généraux
| Rang | Nom              | Points | Victoire(s) | Podium(s) |
| ---- | ---------------- | ------ | ----------- | --------- |
| 1    | Isak Frey        | 1494   | 6           | 14        |
| 2    | Sivert Bakken    | 1276   | 3           | 7         |
| 3    | Johan-Olav Botn  | 1144   | 3           | 10        |
| 4    | Sverre Aspenes   | 991    | 1           | 7         |
| 5    | Johannes Dale    | 881    | 6           | 9         |
| 6    | Roman Rees       | 821    | 0           | 3         |
| 7    | Lucas Fratzscher | 808    | 0           | 1         |
| 8    | Gaëtan Paturel   | 601    | 0           | 0         |
| 9    | Simon Kaiser     | 595    | 0           | 2         |
| 10   | Nicola Romanin   | 545    | 0           | 0         |

| Rang | Nom                    | Points | Victoire(s) | Podium(s) |
| ---- | ---------------------- | ------ | ----------- | --------- |
| 1    | Camille Bened          | 1143   | 1           | 9         |
| 2    | Voldiya Galmace-Paulin | 1072   | 3           | 7         |
| 3    | Paula Botet            | 934    | 2           | 9         |
| 4    | Karoline Erdal         | 695    | 1           | 3         |
| 5    | Gilonne Guigonnat      | 680    | 3           | 4         |
| 6    | Stefanie Scherer       | 652    | 1           | 1         |
| 7    | Amandine Mengin        | 631    | 2           | 4         |
| 8    | Sophie Chauveau        | 599    | 1           | 3         |
| 9    | Marthe Johansen        | 584    | 1           | 3         |
| 10   | Rebecca Passler        | 551    |             | 3         |

### Classement par discipline

#### Individuel
| Rang | Nom             | Points |
| ---- | --------------- | ------ |
| 1    | Isak Frey       | 245    |
| 2    | Sivert Bakken   | 243    |
| 3    | Johan-Olav Botn | 180    |

| Rang | Nom                    | Points |
| ---- | ---------------------- | ------ |
| 1    | Voldiya Galmace-Paulin | 225    |
| 2    | Karoline Erdal         | 187    |
| 3    | Camille Bened          | 180    |

#### Sprint
| Rang | Nom            | Points |
| ---- | -------------- | ------ |
| 1    | Isak Frey      | 624    |
| 2    | Sivert Bakken  | 581    |
| 3    | Sverre Aspenes | 480    |

| Rang | Nom                    | Points |
| ---- | ---------------------- | ------ |
| 1    | Paula Botet            | 486    |
| 2    | Voldiya Galmace-Paulin | 481    |
| 3    | Camille Bened          | 451    |

#### Poursuite
| Rang | Nom             | Points |
| ---- | --------------- | ------ |
| 1    | Isak Frey       | 420    |
| 2    | Sivert Bakken   | 306    |
| 3    | Johan-Olav Botn | 281    |

| Rang | Nom                    | Points |
| ---- | ---------------------- | ------ |
| 1    | Camille Bened          | 307    |
| 2    | Voldiya Galmace-Paulin | 251    |
| 3    | Paula Botet            | 216    |

#### Mass start
| Rang | Nom             | Points |
| ---- | --------------- | ------ |
| 1    | Johan-Olav Botn | 215    |
| 2    | Johannes Dale   | 210    |
| 3    | Isak Frey       | 205    |

| Rang | Nom              | Points |
| ---- | ---------------- | ------ |
| 1    | Camille Bened    | 205    |
| 2    | Paula Botet      | 171    |
| 3    | Stefanie Scherer | 168    |

### Relais
| Rang | Nation   | Points |
| ---- | -------- | ------ |
| 1    | Norvège  | 450    |
| 2    | France   | 310    |
| 3    | Italie   | 280    |
| 4    | Ukraine  | 247    |
| 5    | Autriche | 233    |

| Rang | Nation   | Points |
| ---- | -------- | ------ |
| 1    | Norvège  | 401    |
| 2    | France   | 320    |
| 3    | Italie   | 290    |
| 4    | Ukraine  | 247    |
| 5    | Autriche | 242    |

## Calendrier et podiums

### Hommes
| Étape                                                                 | Lieu                 | Épreuve                | Date              | Vainqueur          | Deuxième           | Troisième          | Leader du classement général |
| --------------------------------------------------------------------- | -------------------- | ---------------------- | ----------------- | ------------------ | ------------------ | ------------------ | ---------------------------- |
| 1                                                                     | Idre Fjäll           | Sprint 10 km           | 28 novembre 2024  | Sverre Aspenes     | Martin Uldal       | Antonin Guigonnat  | Sverre Aspenes               |
| 1                                                                     | Idre Fjäll           | Sprint 10 km           | 30 novembre 2024  | Isak Frey          | Johan-Olav Botn    | Martin Uldal       | Isak Frey                    |
| 1                                                                     | Idre Fjäll           | Poursuite 12,5 km      | 1er décembre 2024 | Isak Frey          | Johan-Olav Botn    | Martin Uldal       | Isak Frey                    |
| 2                                                                     | Geilo                | Individuel 20 km       | 4 décembre 2024   | Isak Frey          | Johan-Olav Botn    | Simon Kaiser       | Isak Frey                    |
| 2                                                                     | Geilo                | Sprint 10 km           | 6 décembre 2024   | Martin Uldal       | Johan-Olav Botn    | Sverre Aspenes     | Isak Frey                    |
| 2                                                                     | Geilo                | Poursuite 12,5 km      | 7 décembre 2024   | Martin Uldal       | Johan-Olav Botn    | Sverre Aspenes     | Martin Uldal                 |
| 3                                                                     | Obertilliach         | Sprint 10 km           | 19 décembre 2024  | Johannes Dale      | Johan-Olav Botn    | Sivert Bakken      | Johan-Olav Botn              |
| 3                                                                     | Obertilliach         | Mass-Start 60 15 km    | 21 décembre 2024  | Johan-Olav Botn    | Isak Frey          | Johannes Dale      | Johan-Olav Botn              |
| 4                                                                     | Arber                | Sprint 10 km           | 9 janvier 2025    | Johannes Dale      | Sivert Bakken      | Sverre Aspenes     | Isak Frey                    |
| 4                                                                     | Arber                | Sprint 10 km           | 11 janvier 2025   | Johannes Dale      | Isak Frey          | Roman Rees         | Isak Frey                    |
| 4                                                                     | Arber                | Poursuite 12,5 km      | 12 janvier 2025   | Johannes Dale      | Isak Frey          | David Zobel        | Isak Frey                    |
| 5                                                                     | Brezno-Osrblie       | Individuel court 15 km | 15 janvier 2025   | Sivert Bakken      | Sverre Aspenes     | Isak Frey          | Isak Frey                    |
| 5                                                                     | Brezno-Osrblie       | Sprint 10 km           | 17 janvier 2025   | Isak Frey          | Fabian Muellauer   | Sivert Bakken      | Isak Frey                    |
| Championnats d'Europe de biathlon 2025 (29 janvier au 2 février 2025) |                      |                        |                   |                    |                    |                    |                              |
| CE                                                                    | Martell-Val Martello | Individuel 20 km       | 29 janvier 2025   | Isak Frey          | Fredrik Mühlbacher | Emil Nykvist       | Isak Frey                    |
| CE                                                                    | Martell-Val Martello | Sprint 10 km           | 31 janvier 2025   | Sivert Bakken      | Vetle Christiansen | Fredrik Mühlbacher | Isak Frey                    |
| CE                                                                    | Martell-Val Martello | Poursuite 12,5 km      | 1er février 2025  | Patrick Braunhofer | Isak Frey          | Sverre Aspenes     | Isak Frey                    |
| Fin des championnats d'Europe                                         |                      |                        |                   |                    |                    |                    |                              |
| 6                                                                     | Ridnaun-Val Ridanna  | Sprint 10 km           | 5 février 2025    | David Zobel        | Sivert Bakken      | Paul Schommer      | Isak Frey                    |
| 6                                                                     | Ridnaun-Val Ridanna  | Poursuite 12,5 km      | 7 février 2025    | Johannes Dale      | Isak Frey          | Paul Schommer      | Isak Frey                    |
| 6                                                                     | Ridnaun-Val Ridanna  | Mass-Start 60 15 km    | 8 février 2025    | Johannes Dale      | Simon Kaiser       | Isak Frey          | Isak Frey                    |
| 7                                                                     | Otepää               | Sprint 10 km           | 6 mars 2025       | Isak Frey          | Vetle Christiansen | Johannes Dale      | Isak Frey                    |
| 7                                                                     | Otepää               | Poursuite 12,5 km      | 8 mars 2025       | Johan-Olav Botn    | Vetle Christiansen | Johannes Dale      | Isak Frey                    |
| 7                                                                     | Otepää               | Mass-Start 60 15 km    | 9 mars 2025       | Vetle Christiansen | Johan-Olav Botn    | Isak Frey          | Isak Frey                    |
| 8                                                                     | Otepää               | Individuel court 15 km | 12 mars 2025      | Sivert Bakken      | Roman Rees         | Lucas Fratzscher   | Isak Frey                    |
| 8                                                                     | Otepää               | Sprint 10 km           | 14 mars 2025      | Johan-Olav Botn    | Sverre Aspenes     | Roman Rees         | Isak Frey                    |

### Femmes
| Étape                                                                 | Lieu                 | Épreuve                  | Date              | Vainqueur              | Deuxième               | Troisième              | Leader du classement général |
| --------------------------------------------------------------------- | -------------------- | ------------------------ | ----------------- | ---------------------- | ---------------------- | ---------------------- | ---------------------------- |
| 1                                                                     | Idre Fjäll           | Sprint 7,5 km            | 28 novembre 2024  | Paula Botet            | Chloé Chevalier        | Anna Weidel            | Paula Botet                  |
| 1                                                                     | Idre Fjäll           | Sprint 7,5 km            | 30 novembre 2024  | Ida Lien               | Paula Botet            | Camille Bened          | Paula Botet                  |
| 1                                                                     | Idre Fjäll           | Poursuite 10 km          | 1er décembre 2024 | Ida Lien               | Anna Weidel            | Camille Bened          | Paula Botet                  |
| 2                                                                     | Geilo                | Individuel 15 km         | 4 décembre 2024   | Camille Bened          | Marit Øygard           | Fany Bertrand          | Camille Bened                |
| 2                                                                     | Geilo                | Sprint 7,5 km            | 6 décembre 2024   | Paula Botet            | Marlene Fichtner       | Johanna Skottheim      | Paula Botet                  |
| 2                                                                     | Geilo                | Poursuite 10 km          | 7 décembre 2024   | Marlene Fichtner       | Chloé Chevalier        | Paula Botet            | Paula Botet                  |
| 3                                                                     | Obertilliach         | Sprint 7,5 km            | 19 décembre 2024  | Ilaria Scattolo        | Gilonne Guigonnat      | Paula Botet            | Paula Botet                  |
| 3                                                                     | Obertilliach         | Mass-Start 60 12 km      | 21 décembre 2024  | Stefanie Scherer       | Paula Botet            | Camille Bened          | Paula Botet                  |
| 4                                                                     | Arber                | Sprint 7,5 km            | 9 janvier 2025    | Amandine Mengin        | Sophie Chauveau        | Rebecca Passler        | Paula Botet                  |
| 4                                                                     | Arber                | Sprint 7,5 km            | 11 janvier 2025   | Gilonne Guigonnat      | Amandine Mengin        | Voldiya Galmace-Paulin | Camille Bened                |
| 4                                                                     | Arber                | Poursuite 10 km          | 12 janvier 2025   | Amandine Mengin        | Ragnhild Femsteinevik  | Voldiya Galmace-Paulin | Camille Bened                |
| 5                                                                     | Brezno-Osrblie       | Individuel court 12,5 km | 15 janvier 2025   | Karoline Erdal         | Voldiya Galmace-Paulin | Anastasiya Merkushyna  | Camille Bened                |
| 5                                                                     | Brezno-Osrblie       | Sprint 7,5 km            | 16 janvier 2025   | Marthe Johansen        | Voldiya Galmace-Paulin | Karoline Erdal         | Camille Bened                |
| Championnats d'Europe de biathlon 2025 (29 janvier au 2 février 2025) |                      |                          |                   |                        |                        |                        |                              |
| CE                                                                    | Martell-Val Martello | Individuel 15 km         | 29 janvier 2025   | Johanna Puff           | Marlene Fichtner       | Anna-Karin Heijdenberg | Camille Bened                |
| CE                                                                    | Martell-Val Martello | Sprint 7,5 km            | 31 janvier 2025   | Anna-Karin Heijdenberg | Amandine Mengin        | Baiba Bendika          | Camille Bened                |
| CE                                                                    | Martell-Val Martello | Poursuite 10 km          | 1er février 2025  | Baiba Bendika          | Anna-Karin Heijdenberg | Linda Zingerle         | Camille Bened                |
| Fin des championnats d'Europe                                         |                      |                          |                   |                        |                        |                        |                              |
| 6                                                                     | Ridnaun-Val Ridanna  | Sprint 7,5 km            | 5 février 2025    | Voldiya Galmace-Paulin | Paula Botet            | Marthe Johansen        | Voldiya Galmace-Paulin       |
| 6                                                                     | Ridnaun-Val Ridanna  | Poursuite 10 km          | 7 février 2025    | Voldiya Galmace-Paulin | Marthe Johansen        | Sophie Chauveau        | Voldiya Galmace-Paulin       |
| 6                                                                     | Ridnaun-Val Ridanna  | Mass-Start 60 12 km      | 8 février 2025    | Sophie Chauveau        | Camille Bened          | Rebecca Passler        | Voldiya Galmace-Paulin       |
| 7                                                                     | Otepää               | Sprint 7,5 km            | 6 mars 2025       | Gilonne Guigonnat      | Rebecca Passler        | Kristýna Otcovská      | Voldiya Galmace-Paulin       |
| 7                                                                     | Otepää               | Poursuite 10 km          | 8 mars 2025       | Gilonne Guigonnat      | Camille Bened          | Juni Arnekleiv         | Camille Bened                |
| 7                                                                     | Otepää               | Mass-Start 60 12 km      | 9 mars 2025       | Kristýna Otcovská      | Paula Botet            | Camille Bened          | Camille Bened                |
| 8                                                                     | Otepää               | Individuel court 12,5 km | 12 mars 2025      | Susan Külm             | Karoline Erdal         | Camille Bened          | Camille Bened                |
| 8                                                                     | Otepää               | Sprint 7,5 km            | 14 mars 2025      | Voldiya Galmace-Paulin | Camille Bened          | Paula Botet            | Camille Bened                |

### Relais

#### Hommes / femmes
| Étape                                                                 | Lieu                 | Épreuve                  | Date           | Vainqueur                                                                    | Deuxième                                                                       | Troisième                                                                        | Leader du classement du relais |
| --------------------------------------------------------------------- | -------------------- | ------------------------ | -------------- | ---------------------------------------------------------------------------- | ------------------------------------------------------------------------------ | -------------------------------------------------------------------------------- | ------------------------------ |
| Championnats d'Europe de biathlon 2025 (29 janvier au 2 février 2025) |                      |                          |                |                                                                              |                                                                                |                                                                                  |                                |
| ChE                                                                   | Martell-Val Martello | Relais Femmes 4 × 6 km   | 2 février 2025 | Allemagne - Stefanie Scherer - Anna Weidel - Marlene Fichtner - Johanna Puff | France - Camille Bened - Sophie Chauveau - Amandine Mengin - Gilonne Guigonnat | Italie - Rebecca Passler - Ilaria Scattolo - Birgit Schölzhorn - Linda Zingerle  | Norvège                        |
| ChE                                                                   | Martell-Val Martello | Relais Hommes 4 × 7,5 km | 2 février 2025 | Norvège - Vetle Christiansen - Sverre Aspenes - Sivert Bakken - Isak Frey    | Allemagne - Lucas Fratzscher - Simon Kaiser - Roman Rees - David Zobel         | France - Théo Guiraud-Poillot - Gaëtan Paturel - Oscar Lombardot - Rémi Broutier | Norvège                        |
| Fin des championnats d'Europe                                         |                      |                          |                |                                                                              |                                                                                |                                                                                  |                                |

#### Mixte
| Étape | Lieu           | Épreuve                         | Date             | Vainqueur                                                                     | Deuxième                                                                            | Troisième                                                                        | Leader des classements du relais hommes / femmes |
| ----- | -------------- | ------------------------------- | ---------------- | ----------------------------------------------------------------------------- | ----------------------------------------------------------------------------------- | -------------------------------------------------------------------------------- | ------------------------------------------------ |
| 3     | Obertilliach   | Relais simple 6 km H + 7,5 km F | 22 décembre 2024 | Norvège - Marthe Johansen - Isak Frey                                         | France - Camille Bened - Mathieu Garcia                                             | Allemagne - Stefanie Scherer - Roman Rees                                        | Norvège                                          |
| 3     | Obertilliach   | Relais 2 × 6 km H + 2 × 6 km F  | 22 décembre 2024 | Norvège - Johannes Dale - Johan-Olav Botn - Siri Skar - Ragnhild Femsteinevik | Allemagne - Lucas Fratzscher - David Zobel - Marion Wiesensarter - Sophia Schneider | France - Gaëtan Paturel - Oscar Lombardot - Chloé Chevalier - Paula Botet        | Norvège                                          |
| 6     | Brezno-Osrblie | Relais simple 6 km F + 7,5 km H | 18 janvier 2025  | Norvège - Karoline Erdal - Sivert Bakken                                      | Tchéquie - Tereza Vinklárková - Tomáš Mikyska                                       | Ukraine - Anastasiya Merkushyna - Artem Tyshchenko                               | Norvège                                          |
| 6     | Brezno-Osrblie | Relais 2 × 6 km F + 2 × 6 km H  | 18 janvier 2025  | Norvège - Marthe Johansen - Siri Skar - Sverre Aspenes - Isak Frey            | Autriche - Lea Rothschopf - Lara Wagner - Fredrik Mühlbacher - Fabian Muellauer     | Italie - Ilaria Scattolo - Beatrice Trabucchi - Iacopo Leonesio - Nicola Romanin | Norvège                                          |
| 7     | Otepää         | Relais simple 6 km H + 7,5 km F | 15 mars 2025     | France - Théo Guiraud-Poillot - Gilonne Guigonnat                             | Allemagne - Lucas Fratzscher - Anna Weidel                                          | Norvège - Sverre Aspene - Gro Randby                                             |                                                  |
| 7     | Otepää         | Relais 2 × 6 km H + 2 × 6 km F  | 15 mars 2025     | Allemagne - Roman Rees - Simon Kaiser - Stefanie Scherer - Lisa Maria Spark   | France - Damien Levet - Gaëtan Paturel - Célia Henaff - Paula Botet                 | Norvège - Sivert Bakken - Johan-Olav Botn - Karoline Erdal - Juni Arnekleiv      |                                                  |